# A3 (míssil)

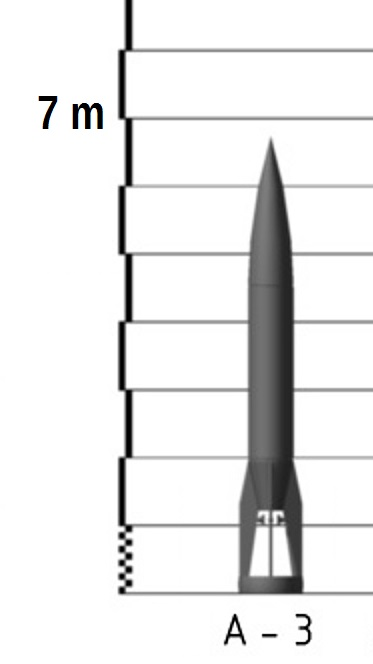
O foguete Aggregat-3

Agregado-3 (em alemão: Aggregat-3, literalmente Agregado-3, ou simplesmente Montagem-3), foi a designação de um projeto de foguete que começou a ser preparado logo após o Êxito do projeto A-2 ter sido verificado em dezembro de 1934. De maiores dimensões, requeria um motor capaz de mais empuxo, mas, sobretudo, levaria à concepção de um sistema de controle de atitude mais eficiente que o método de estabilização forçada por um grande giroscópio, como foi feito no A-2.

## Histórico
Da concepção do A-3, o mais complexo  era o desenvolvimento da nova série 3B de motores com 1 500 kgf de empuxo. O grupo de Kummersdorf partiu do conceito básico do motor do A-2: uma câmara de combustão cilíndrica dentro de um tanque de álcool. Uma parede dupla contribuiria para arrefecer a câmara pela circulação do álcool antes da injeção. Mas neste ponto, sob inspiração de Walter Riedel, decidiu-se mudar o sistema de injeção. Enquanto os motores 2B tinham só dois jatos de combustível virados um para o outro, a série 3B tinha um injetor múltiplo em forma de cogumelo no topo interior do motor. Esta modificação permitiria aumentar a velocidade com que os gases quentes eram expelidos da câmara de 1.600 para 1.700 m/s contudo, a maior velocidade assim obtida implicava  agravamento dos problemas de resfriamento do motor porque se a combustão era mais eficiente isso significava um aumento da temperatura na câmara de combustão.
A questão do resfriamento do motor 3B levou à realização de uma série de ensaios com diferente géneros de ligas de alumínio e modificações na estrutura do motor. Após testes iniciais com uma configuração de aço do motor de 1 500 kg durante o verão e outono de 1935, o grupo de Kummersdorf passou a realizar testes em motores de liga de alumínio fabricados pela Zarges em Estugarda e em outras firmas que ficaram em locais secretos. Esta obsessão pelo secretismo dominava de tal maneira o projecto que desde o inicio de 1935 era pedido aos fornecedores que enviassem os seus materiais para uma firma fictícia sob o nome de Rudolph numa pequena cidade dos arredores de Kummersdorf.
Além do motor, o outro grande problema que se punha ao arsenal era desenhar um sistema de controle giroscópico realmente eficiente e mais leve que o utilizado no A-2. Desde logo, o grupo de Kummersdorf constatou que conceber um sistema desses com 3 eixos estava além das capacidades no momento. Assim, no final de 1933 começaram os contatos com a Aerogeodetic de Berlim que a marinha tinha comprado camufladamente a uma firma neerlandesa em 1926, e que a usava desde então como cobertura para desenvolvimento de navegação giroscópica e de sistema de controle de tiro. Dois anos depois da tomada do poder pelo Partido Nazista, a Aerogeodetic mudaria de nome para Kreiselgerate G.m.b.H. e se separaria de suas ligações holandesas.
A fuselagem baseava-se na bala de infantaria tipo "S" para evitar testes em busca do formato correto para voo voo supersônico, mas a utilização de lemes estabilizadores não era totalmente apoiada, pois alguns especialistas de artilharia disserem ao grupo de Kummersdorf que estabilizar um corpo supersônico com lemes não era possível. Porém testes conduzidos pelo professor Ludwig Prandtl e pelo Dr. Adolf Busemann em pequenos túneis de vento em Göttingen e Dresden em outubro de 1935 revelaram que asas viradas para trás se portavam muito melhor a altas velocidades do que as asas convencionais. Tal informação veio inclusive a ser utilizada na concepção do primeiro avião supersônico do mundo, o Me 163 Komet, que apresentava precisamente esse tipo de asas.
O primeiro A-3 foi lançado em 4 de dezembro de 1936. Embora durante três segundos o míssil tenha subido normalmente, imediatamente depois o paraquedas abriu-se. O foguete travou em aceleração plena e acabou caindo numa ilha a cerca de 300 m do local de lançamento, explodindo. Esta falha foi interpretada corretamente pelas chefias do Arsenal, as inovações tecnológicas impostas pelo A-3 levaram a uma necessidade mais elevada de recursos financeiros. Mais três foguetes seriam lançados até dezembro de 1937, mas todos apresentaram falhas nos sistemas de controle.

## Imagens
- Visão esquemática do Aggregat-3
- Um Aggregat-3 sendo preparado para lançamento